# Aleksandra Mierzejewska
Aleksandra Mierzejewska, née le 5 mars 1992 est une haltérophile polonaise.

## Palmarès

### Championnats d'Europe
- 2018 à Bucarest
  -  Médaille d'or en plus de 90 kg
- 2016 à Førde
  -  Médaille de bronze en plus de 75 kg